# Кикино (Кораблинский район)
Кикино (Богородицкое) — населённый пункт, входящий в состав Кипчаковское сельского поселения Кораблинского района Рязанской области.

## Географическое положение
Кикино находится в северо-западной части Кораблинского района, в 10 км к северо-западу от райцентра.
Ближайшие населённые пункты:

— село Кипчаково в 4 км к востоку по грунтовой дороге;

— город Кораблино в 3 км к северо-западу по грунтовой дороге.

## Население
| 1859 | 1897 | 1906 | 2010 |
| ---- | ---- | ---- | ---- |
| 370  | ↗570 | ↗732 | ↘6   |

## Природа
У села Кикино берёт начало овраг Стрекалиха (Попов овраг), который растягивается на 6 километров к востоку от села. На всём протяжении к нему «присоединяются» маленькие овраги, на дне Стрекалихи течёт ручей Ковыльня, который впадает в реку Ранову. В месте впадения ручья в реку, в 2003 году образована — особо охраняемая природная территория - урочище "Лесостепная балка Ковыльная".

## История

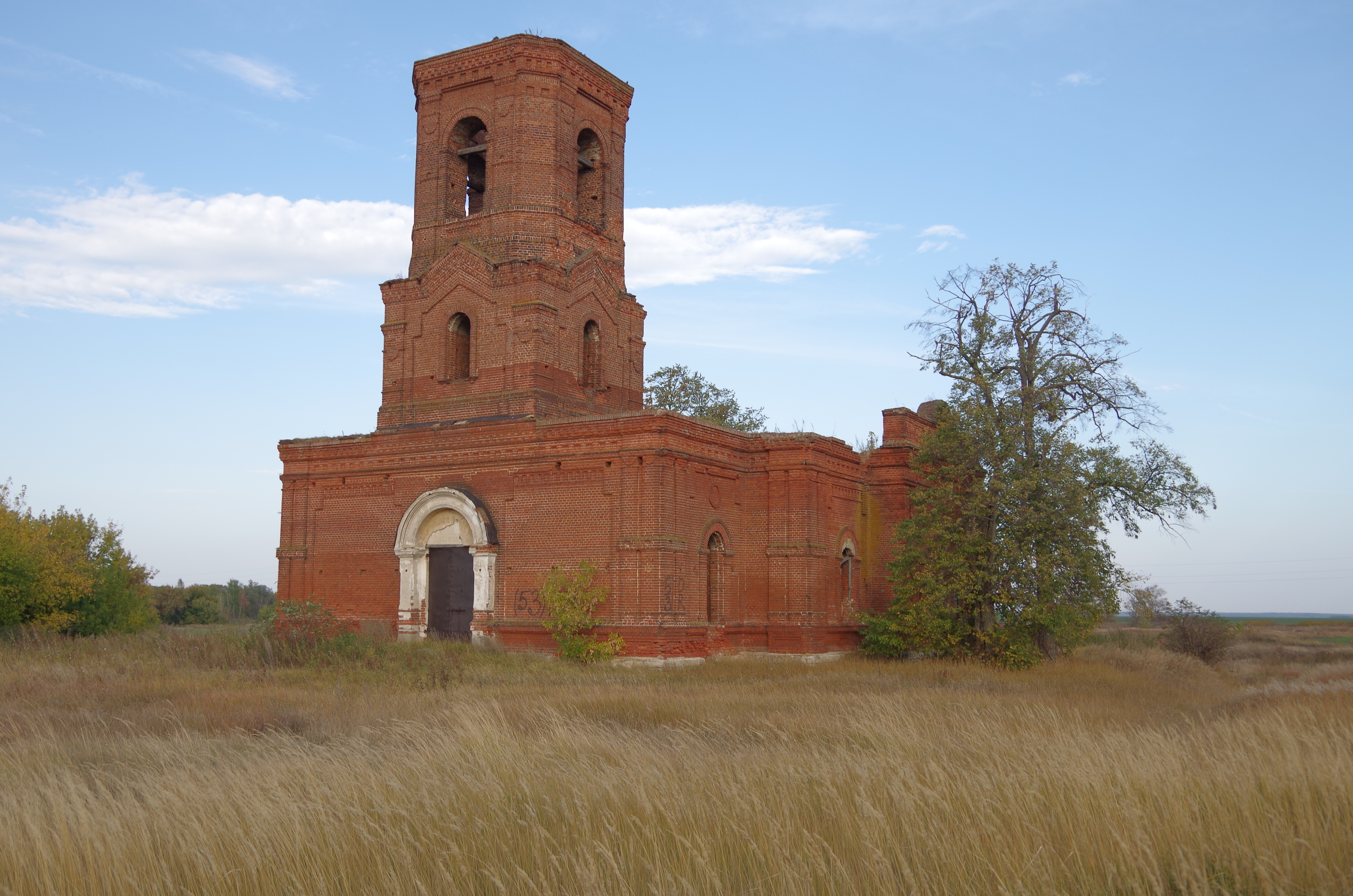
Церковь в Кикино

В платежных книгах Пехлецкого стана 1594–1597 годов упоминается деревня Ретюнская Меншая. В деревне было несколько владельцев, причем, все – Кикины.
По окладным книгам 1676 года, деревня Кикино находилась в приходе церкви «Великого Чудотворца Николая в селе Стрекалове». 
В середине XVIII века в селе Кикино была построена отдельная церковь.
Усадьба основана в первой половине XIX века гвардии полковником М.Н. Семёновым (1798-1866), женатым на княжне А.А. Волконской (г/р 1815). Далее принадлежала их сыну коллежскому асессору Н.М. Семёнову (1828-1877), женатому на М.Л. Епанчиной (1852-1919), во втором браке Граббе. После 1877 года усадьбу с аукциона купил Граббе, второй муж М.Л. Семёновой.
Сохранились руинированная лишенная завершения церковь Знамения 1913 года построенная вместо предыдущей. Частично сохранились высохшие пруды, единичные посадки лип возле церкви и прудов.

## Инфраструктура
Дорожная сеть
К северу и к востоку от села проходят автотрассы регионального значения, Р-127 и Р-126, соответственно. От которых отходят грунтовые ответвления.